# Talijanska košarkaška reprezentacija

## Postava na SP-u 2007.
Trener Carlo Recalcati je poveo iduću momčad na europsko 2007 u Španjolska:
| #  | Položaj | Ime i prezime      | Nadnevak rođenja | Klub                  |
| -- | ------- | ------------------ | ---------------- | --------------------- |
| 4  | branič  | Marco Belinelli    | 1986.            | Golden State Warriors |
| 5  | branič  | Gianluca Basile    | 1975.            | Winterthur FCB        |
| 6  | krilo   | Stefano Mancinelli | 1983.            | Climamio Bologna      |
| 7  | branič  | Matteo Soragna     | 1975.            | Benetton Treviso      |
| 8  | centar  | Denis Marconato    | 1975.            | Winterthur FCB        |
| 9  | branič  | Marco Mordente     | 1979.            | Benetton Treviso      |
| 10 | krilo   | Andrea Bargnani    | 1985.            | Toronto Raptors       |
| 11 | centar  | Andrea Crosariol   | 1984.            | VidiVici Bologna      |
| 12 | branič  | Massimo Bulleri    | 1977.            | Armani Jeans Milano   |
| 13 | branič  | Fabio Di Bella     | 1978.            | VidiVici Bologna      |
| 14 | krilo   | Luigi Datome       | 1987.            | Legea Scafati         |
| 15 | centar  | Angelo Gigli       | 1983.            | Benetton Treviso      |
| -  | trener  | Carlo Recalcati    | 1945.            |                       |

## Nastupi naMI
Almería 2005. prvaci